# Personer i Sverige födda i Kirgizistan
Till personer i Sverige födda i Kirgizistan räknas personer som är folkbokförda i Sverige och som har sitt ursprung i Kirgizistan. Enligt Statistiska centralbyrån fanns det 2017 i Sverige sammanlagt cirka 1 100 personer födda i Kirgizistan.  Landet blev självständigt från Sovjetunionen 1991, varför tillgänglig statistik bara omfattar personer födda detta år eller senare.

## Historisk utveckling

### Födda i Kirgizistan
| Personer i Sverige födda i Kirgizistan 2000–2024 | Personer i Sverige födda i Kirgizistan 2000–2024 | Personer i Sverige födda i Kirgizistan 2000–2024 | Personer i Sverige födda i Kirgizistan 2000–2024 | Personer i Sverige födda i Kirgizistan 2000–2024 |
| ------------------------------------------------ | ------------------------------------------------ | ------------------------------------------------ | ------------------------------------------------ | ------------------------------------------------ |
|                                                  |                                                  |                                                  |                                                  |                                                  |
| År                                               |                                                  |                                                  | Folkmängd                                        |                                                  |
| 2000                                             | 2000                                             |                                                  | 46                                               |                                                  |
| 2001                                             | 2001                                             |                                                  | 62                                               |                                                  |
| 2002                                             | 2002                                             |                                                  | 70                                               |                                                  |
| 2003                                             | 2003                                             |                                                  | 106                                              |                                                  |
| 2004                                             | 2004                                             |                                                  | 164                                              |                                                  |
| 2005                                             | 2005                                             |                                                  | 244                                              |                                                  |
| 2006                                             | 2006                                             |                                                  | 345                                              |                                                  |
| 2007                                             | 2007                                             |                                                  | 406                                              |                                                  |
| 2008                                             | 2008                                             |                                                  | 454                                              |                                                  |
| 2009                                             | 2009                                             |                                                  | 507                                              |                                                  |
| 2010                                             | 2010                                             |                                                  | 559                                              |                                                  |
| 2011                                             | 2011                                             |                                                  | 643                                              |                                                  |
| 2012                                             | 2012                                             |                                                  | 757                                              |                                                  |
| 2013                                             | 2013                                             |                                                  | 877                                              |                                                  |
| 2014                                             | 2014                                             |                                                  | 940                                              |                                                  |
| 2015                                             | 2015                                             |                                                  | 990                                              |                                                  |
| 2016                                             | 2016                                             |                                                  | 1 029                                            |                                                  |
| 2017                                             | 2017                                             |                                                  | 1 108                                            |                                                  |
| 2018                                             | 2018                                             |                                                  | 1 215                                            |                                                  |
| 2019                                             | 2019                                             |                                                  | 1 306                                            |                                                  |
| 2020                                             | 2020                                             |                                                  | 1 370                                            |                                                  |
| 2021                                             | 2021                                             |                                                  | 1 431                                            |                                                  |
| 2022                                             | 2022                                             |                                                  | 1 486                                            |                                                  |
| 2023                                             | 2023                                             |                                                  | 1 532                                            |                                                  |
| 2024                                             | 2024                                             |                                                  | 1 536                                            |                                                  |
| Anm.: Befolkning den 31 december respektive år.  |                                                  |                                                  |                                                  |                                                  |